# Xã Spring, Quận Snyder, Pennsylvania
Xã Spring (tiếng Anh: Spring Township) là một xã thuộc quận Snyder, tiểu bang Pennsylvania, Hoa Kỳ. Năm 2010, dân số của xã này là 1.616 người.